# HD 189733 b
اتش دي ذ89733 ب في الفلك (بالإنجليزية: HD 189733 b) هو كوكب خارج المجموعة الشمسية وهو أول كوكب من هذا النوع ثبت وجود غاز الميثان عليه. ويدور الكوكب اتش دي 189733 ب حول نجمه الذي هو عبارة عن قزم أصفر ويبعد نحو 63 سنة ضوئية عنا. لم يثبت وجود كواكب تحيط بالكوكب ويبدو أن ليس له حلقات حوله مثل المشتري.
اكتشف الكوكب الضخم في 11 أكتوبر 2005 بالقرب من النجم اتش دي 189733 في كوكبة الثعلب بواسطة تلسكوب القمر الصناعي هيباركوس. كما أكدت أرصاد مقراب سبيتزر الفضائي الذي رصد الأشعة تحت الحمراء القادمة من الكوكب في 21 فبراير 2006 وجود اتش دي 189733 ب. وهو مناسب بصفة خاصة لدراسات تركيب غلافه الغازي، لأن مداره حول نجمه يمر بخط رؤيتنا له. فهو أقرب الكواكب خارج المجموعة الشمسية التي تعبر نجمها بالنسبة لنا، ولهذا فنعرف عن تركيب غلافه الغازي معلومات كثيرة.

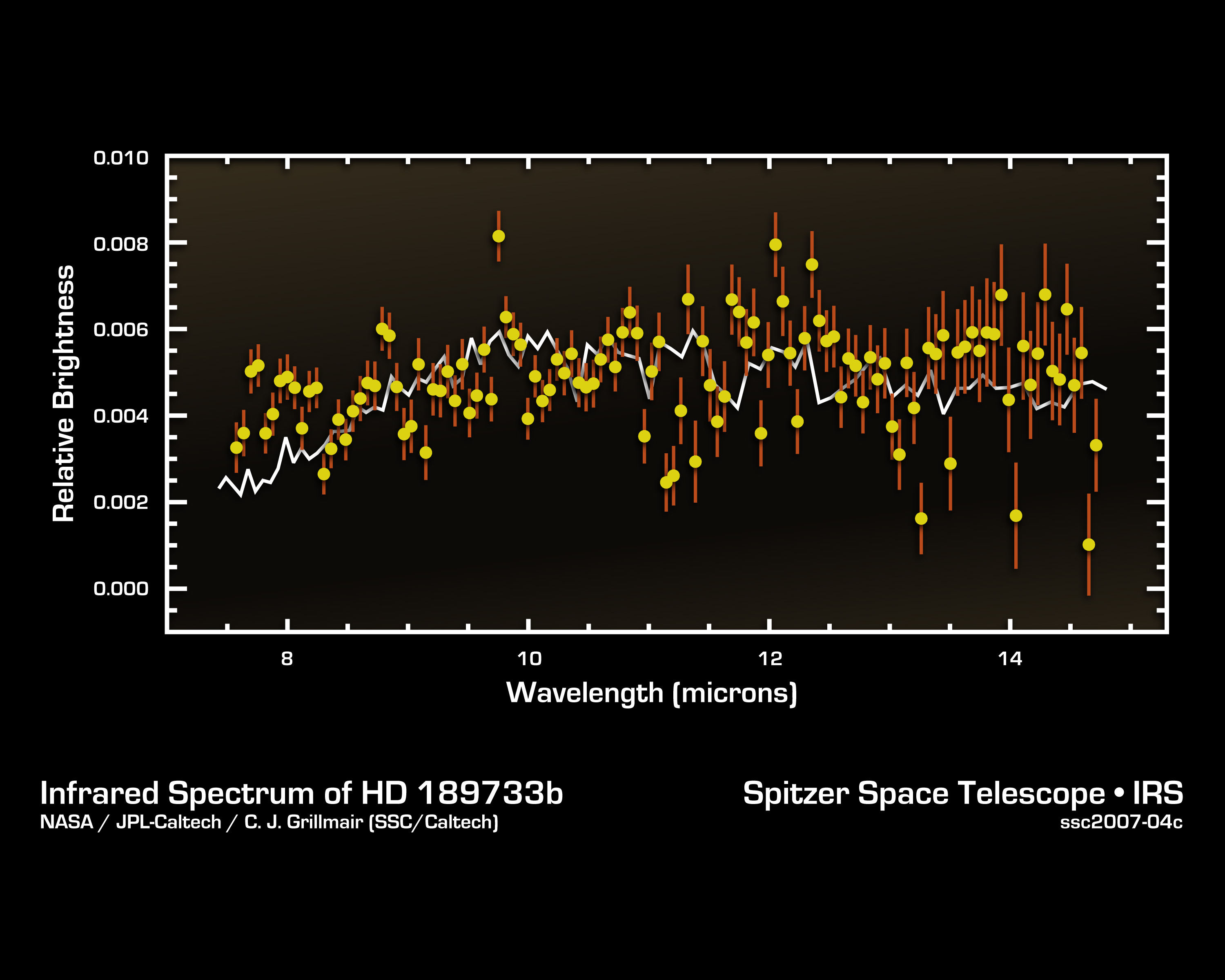
طيف الأشعة تحت الحمراء على الكوكب.

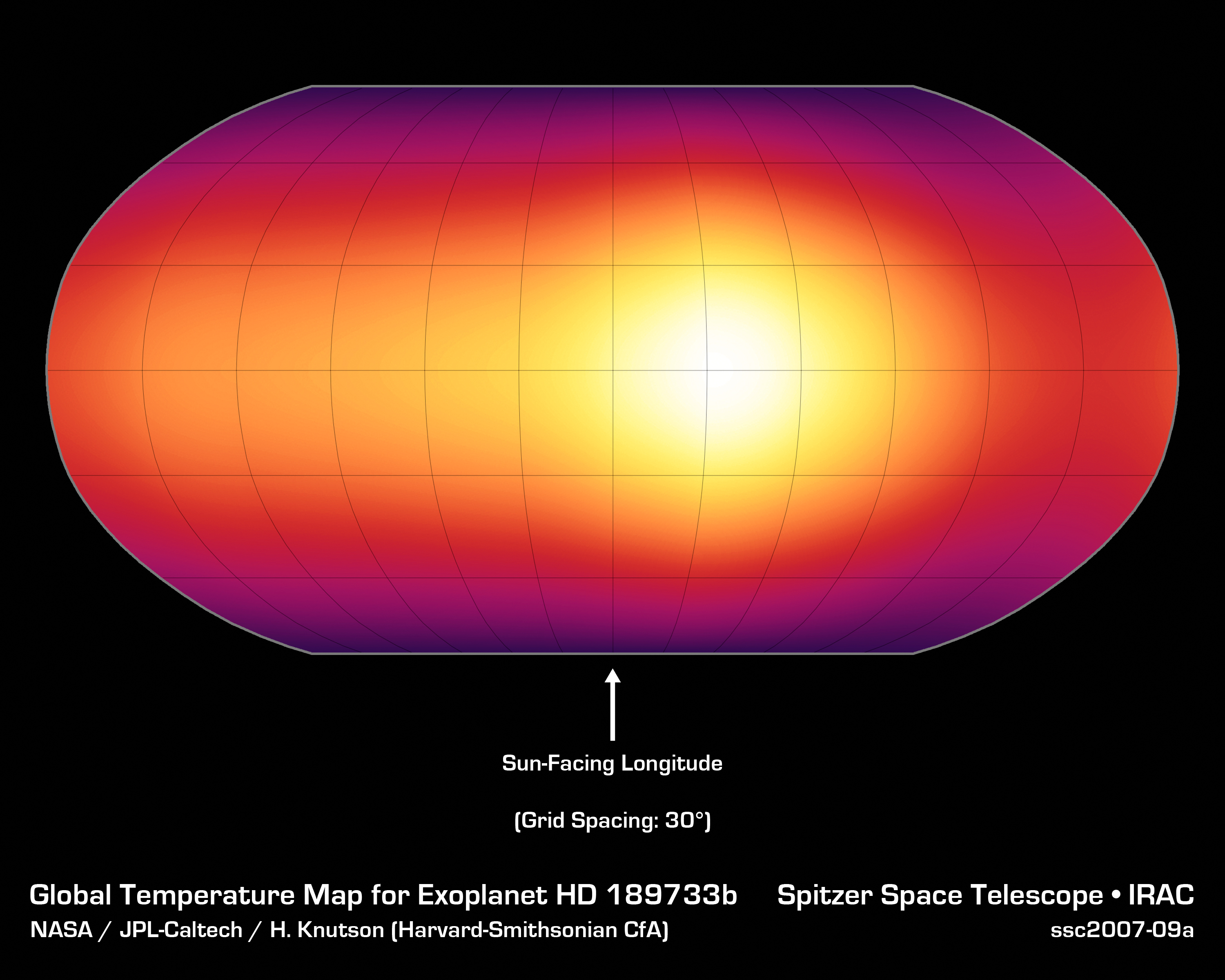
توزيع درجة الحرارة على الكوكب إتش دي 189733 ب.

يدور HD 189733 b حول نجمه على بعد نحو 0,0312 (± 0,0004) وحدة فلكية ويكمل حوله دورته في يومين فقط. تصل درجة حرارة سطح الكوكب فوق 1000 درجة مئوية.
وهو بذلك كوكب غير صالح للسكن.
تسمى أمثال الكوكب اتش دي 189733 ب أيضا مشتري حار. فهي كواكب غازية ضخمة تشبه كوكب المشتري. إلا أن المشتري له مدار بعيد عن الشمس. أما الكواكب المسماة «المشتري الحار» فهي تكون قريبة من نجمها. ونظرا للضوء الشديد الذي ينزل عليه من نجمها فيسهل العثور عليها وتسهل دراستها.

## وجود ثاني أكسيد الكربون
وقد أعلنت ناسا يوم 9 ديسمبر 2008 أنها وجدت على الكوكب بخار الماء وثاني أكسيد الكربون. وكانت تلك خطوة هامة على طريق اكتشاف مركبات كيميائية أخرى عليه.
وفي مارس 2010 استطاع رصد عبور الكوكب عبر صفحة نجمة تعيين نسبة الهيدروجين في جو الكوكب وهو يضيع من جو الكوكب بمعدل بين 1 -100 جرام في الثانية إلى الفضاء. ويعتبر HD 189733 b هو ثاني كوكب خارج المجموعة الشمسية بعد الكوكب HD 209458 b, وتظهر فيه تلك الظاهرة.
وفي 11 يوليو 2013 نشرت ناسا أن أرصاد تلسكوب هابل الفضائي قد أثبتت لأول مرة اللون الطبيعي للكوكب. وبناء على ذلك فإن لون إتش دي 189733 ب هو أزرق غامق ويبدو في لونه شبيه للأرض. إلا أن هذا اللون للكوكب ينشأ عن أنعكاس الضوء على حبيبات زجاجية صغيرة جدا تحملها الرياح على إتش دي 189733 ب وتتحرك بسرعات نحو 7.000 كيلومتر في الساعة في جوه.

## وصلات خارجية
- Hubble Finds Carbon Dioxide on an Extrasolar Planet
- قالب:EDE